# 波美拉尼亞

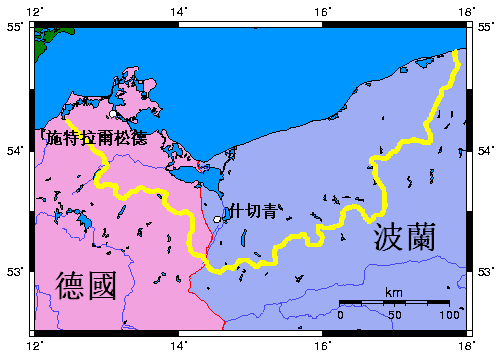
波美拉尼亚的历史边界（黄线）与今天德国和波兰的边界

波美拉尼亚（拉丁語： 或 ，發音：[ˈpɔmɐn] ⓘ；卡舒比语：Pòmòrze 或 Pòmòrskô），又依波兰语译作波莫瑞（波蘭語：Pomorze，發音：[pɔˈmɔʐɛ] ⓘ），是中欧一个历史地域名称，现在位于德国和波兰北部，处于波罗的海南岸，主要河流包括维斯瓦河、奧得河和雷克尼茨河。
波美拉尼亚拥有丰富的历史，可能是因为曾被不同国家统治过。由962年到1181年，一直到1806年，此地是神圣罗马帝国在波兰的一个省。它亦曾是波美拉尼亚公爵的采邑；波兰、丹麦、萨克森、布蘭登堡、普鲁士和瑞典多国国王也一度统治该地。神圣罗马帝国解体后，波美拉尼亚成为普鲁士王国的一部分，后来并入德意志帝国；1945年后，此地分别為东德与波兰所有。波美拉尼亞的主要都市有格但斯克和什切青等。

## 名称来源
“波美拉尼亚”之名出自拉丁语longum mare，意思是“沿海的国家”。波兰语名称Pomorze意思是“海岸”，亦即波罗的海海岸。
拉丁语名称longum mare很可能最先出自1080年推出的罗马教廷文件Dagome iudex。该文件是早前一份文件的摘要，可能在992年撰写。Dagome iudex首先提及奥达·冯·哈尔登斯莱本（Oda von Haldensleben）和她丈夫Dagome——估计是波兰大公梅什科一世，并提及Dagome将领土献给教皇。1046年一份宫廷文件，首次确实提及“波美拉尼亚”：Zemuzil dux Bomeranorum"（波美拉尼亚人的公爵Siemomysl）。此后，不来梅的亚当（约1070年）和无名氏高卢人（Gallus Anonymus；约1113年）的历史著作数次提及“波美拉尼亚”。

## 地域细分
在波美拉尼亚语和波兰语中，波美拉尼亚被分为西波美拉尼亚（波美拉尼亚语：Zôpadnô Pòmòrskô、波兰语：Pomorze Zachodnie）和东波美拉尼亚（波美拉尼亚语：Pòrénkòwô Pòmòrskô、波兰语：Pomorze Wschodnie/ Pomorze Gdańskie）。
德语则将波美拉尼亚分为位于奧得河左岸的前波美拉尼亚和位于奧得河右岸的后波美拉尼亚，以及东面东波美拉尼亚（Pommerellen）。其中，德语中的前波美拉尼亚与后波美拉尼亚即西波美拉尼亚。东波美拉尼亚与西普鲁士边界交错和重叠。
现时，波兰有三个省份以“波美拉尼亚”命名，即濱海省（Pomorskie）、西濱海省（Zachodniopomorskie）和庫亞維濱海省（Kujawsko-Pomorskie）。德国则设置有梅克伦堡-前波美拉尼亚州（德语：Mecklenburg-Vorpommern）。
| 区划        | 省/县                        | 首府                              | 车牌                       | 面积 （km²） | 人口 波兰：1999年12月31日 德国：2010年12月 | 区号 | 政区图 |
| ----------- | ---------------------------- | --------------------------------- | -------------------------- | ------------ | ------------------------------------------ | ---- | ------ |
| 波兰        | 库亚维-波美拉尼亚省 （北端） | 比得哥什（办公地） 托伦（议会地） | C                          | 17,969.72    | 2,100,771                                  | 04   |        |
| 波兰        | 波美拉尼亚省                 | 格但斯克                          | G                          | 18,292.88    | 2,192,268                                  | 22   |        |
| 波兰        | 西波美拉尼亚省               | 什切青                            | Z                          | 22,901.48    | 1,732,838                                  | 32   |        |
| 波兰        | 波属波美拉尼亚及库亚维总计   | 波属波美拉尼亚及库亚维总计        | 波属波美拉尼亚及库亚维总计 | 59,164.08    | 6,025,877                                  |      |        |
| 德国 梅前州 | 波美拉尼亚-格赖夫斯瓦尔德县  | 格赖夫斯瓦尔德                    |                            | 3,927        | 245,733                                    |      |        |
| 德国 梅前州 | 前波美拉尼亚-吕根县          | 施特拉尔松德                      |                            | 3,188        | 230,743                                    |      |        |
| 德国 梅前州 | 德属波美拉尼亚总计           | 德属波美拉尼亚总计                | 德属波美拉尼亚总计         | 7,115        | 476,476                                    |      |        |

## 城市
据2012年统计，该地区人口超过50,000的城市有：
- 三联市城市群（波美拉尼亚省，2012年人口：1,035,000；面积：1,332,51 km²），包括：
  - 格但斯克（460,427）
  - 格丁尼亚（248,726）
  - 索波特（38,217）
- 什切青（西波美拉尼亚省，408,913；都市区人口763,321[2]）
- 施特拉尔松德-格赖夫斯瓦尔德都市区（梅克伦堡-前波美拉尼亚州，人口：113,128），包括：
  - 施特拉尔松德（57,357）
  - 格赖夫斯瓦尔德（55,771）
- 科沙林（西波美拉尼亚省，109,343）
- 斯武普斯克（波美拉尼亚省，94,849）
- 什切青旧城（西波美拉尼亚省，69,724）

## 地理
波美拉尼亚滨临波罗的海，河流包括维斯瓦河、诺泰奇河、瓦尔塔河、摩特拉瓦河和雷克尼茨河。其沿海岛屿包括乌瑟多姆（Usedom）、沃林岛和吕根岛；海尔半岛（位于格但斯克湾旁）和维斯瓦半岛（在波兰东北部；与加里宁格勒接壤）则伸延到波罗的海。
波罗的海也形成了波美拉尼亚湾、什切青潟湖、格但斯克湾与普茨克湾，以及维斯瓦湾（维斯瓦潟湖）。莱布斯科湖（Lebsko）、亚姆诺湖（Jamno）和加尔德诺湖（Gardno）本来是海湾，不过现在与海湾分隔而变成湖。

## 历史

### 史前时代
自斯堪的那维亚而来的东日耳曼族群，最先在史前时代到波美拉尼亚居住，称为鲁基人（拉丁语：Rugii）。公元500年，他们移居到中欧，斯拉夫族群成为该地的新居民。
“波美拉尼亚人”的名称，最先在1000年出现。
根据二千年前的纪录，日耳曼地区北部曾经被冰川覆盖，直到约公元前10,000年旧石器时代后期，冰川才转移到北方。中石器时代、新石器时代、青铜时代和铁器时代期间，早期文化开始发展。

### 作为波兰的领土
10世纪后期，波兰大公梅什科一世征服了波美拉尼亚。1038年，波兰发生非基督教徒起义，该地曾一度独立，不久后重归波兰。1138年，它成为波兰的部分（seniorat）；1181年，其西部与德意志贵族结盟。从1181年到1806年，波莫瑞（波兰语的西波美拉尼亚）是神圣罗马帝国的领土。1309年，东波美拉尼亚被条顿骑士团征服，成为普鲁士一部分。1466年根据《托伦条约》（Dorn）的规定；条顿骑士团国的东波美拉尼亚重归波兰，此后该地称为“波兰国王的东波美拉尼亚的普鲁士”。1569年，这邦联关系变得更密切，成为“真正的联盟”，称为“众波兰国王的东波美拉尼亚的普鲁士”。

### 15世纪的波美拉尼亚公国
中世纪后期，梅克伦堡、勃兰登堡、波兰，甚至条顿骑士团都宣称拥有波美拉尼亚。1420年，该地的文德人发动起义，支持勃兰登堡的文德贵族，抵抗霍亨索伦家族当地的藩侯腓特烈一世，但是在昂格明德大败。腓特烈一世认为，若要应付当地的复杂政治，就要与波兰建立更紧密关系。波兰现下控制条顿骑士团，故此与她结盟能确保勃兰登堡控制波美拉尼亚。于是，他安排次子腓特烈（后来的勃兰登堡选帝侯腓特烈二世）与波兰国王瓦迪斯瓦夫二世（1351-1434年）的女儿（立陶宛的Jadwiga；1408-1431年）结婚。
这触怒了波希米亚国王西吉斯蒙德。他支持波美拉尼亚公爵，并答应在战后给他们瓜分勃兰登堡的乌克马克（Uckermark）。1425年，战争爆发，波美拉尼亚、梅克伦堡、条顿骑士团，甚至波兰和勃兰登堡对敌。腓特烈一世的计划失败。最后，他虽然保留到乌克马克，但未能得到波美拉尼亚的统治权。
1200年开始，德裔居民和农业开发者渐渐自西而来，到原本以斯拉夫居民为主的波美拉尼亚居住。

### 16至17世纪

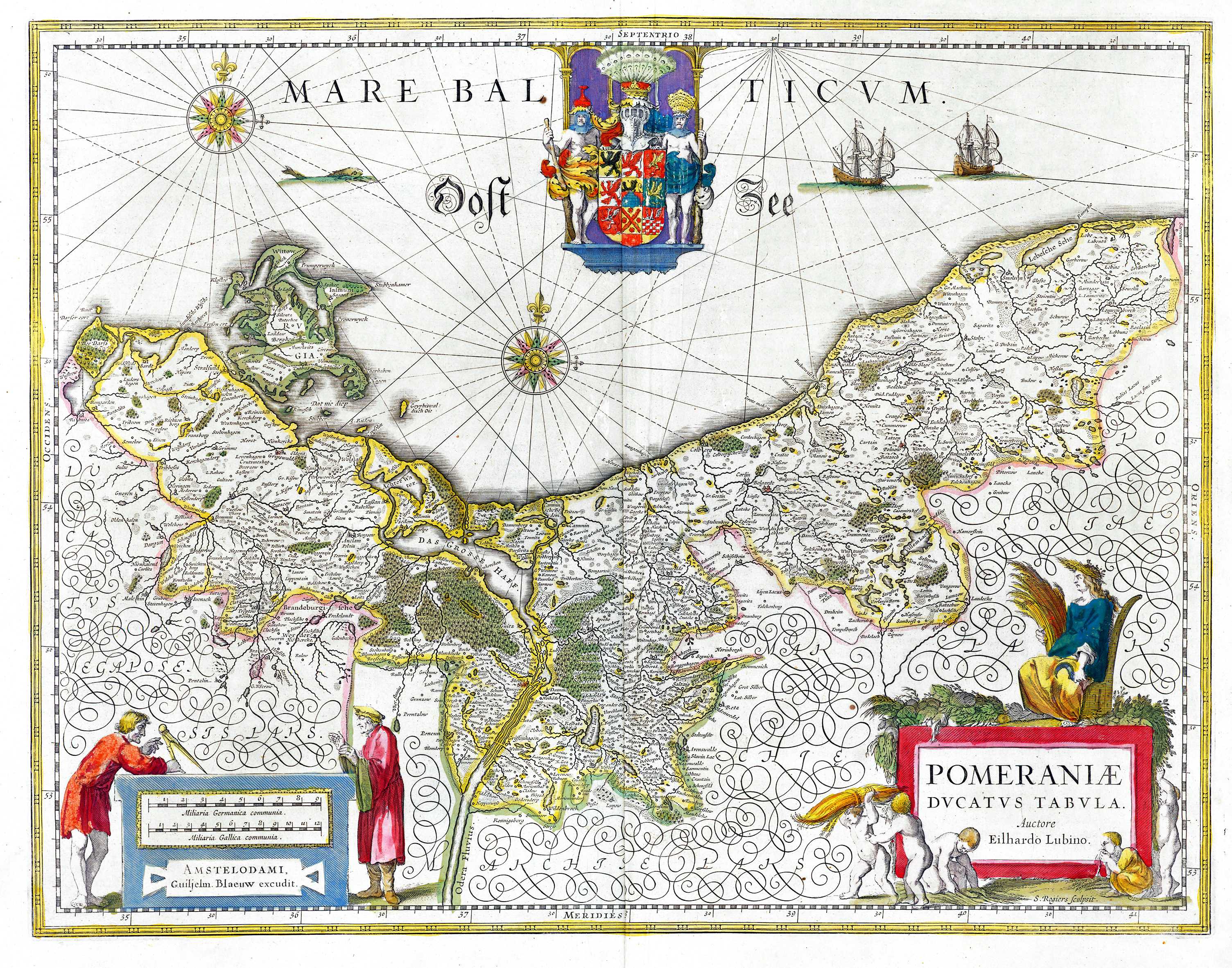
17世纪的波美拉尼亚公国地图，由Eilhardus Lubinus制作。它显示的纹章与上文的有点不同。

有关勃兰登堡的争议继续发生。1527年，约阿希姆一世与波美拉尼亚公爵在于特博格达成就部分问题协议。当时宗教改革开始盛行，波美拉尼亚人口渐渐变成以信义宗教徒为主，只是进度不比勃兰登堡快。
1637年，最后的波美拉尼亚公爵博古斯瓦夫十四世（Bogusław XIV）去世，并没有儿女继位。三十年战争期间，瑞典国王古斯塔夫二世占领了波美拉尼亚。北方战争结束后，法国、瑞典和勃兰登堡开始谈判。勃兰登堡外交官、冯·布卢门塔尔（von Blumenthal）家族的约阿希姆·弗里德里希·冯·布卢门塔尔和他的儿子克里斯托夫·卡斯帕·冯·布卢门塔尔，取得继承勃兰登堡统治权的权利。根据威斯特伐利亚和约，瑞典得到西波美拉尼亚；普鲁士则得到东波美拉尼亚。不过，勃兰登堡与瑞典的争议依然没有平息，尤其关于西波美拉尼亚，一直到1720年签署斯德哥尔摩条约为止。根据该条约，勃兰登堡普鲁士得到斯德丁。

### 18至19世纪
1812年，拿破仑领导的法国军队进攻波美拉尼亚。翌年，瑞典军队与俄罗斯、普鲁士和奥地利联军出击，在莱比锡战役击败法国。瑞典也攻击丹麦。1814年，瑞典与丹麦签署基尔条约。瑞典得到挪威，但是在1815年把西波美拉尼亚（当中的斯德丁已经为普鲁士所有）割让给普鲁士。
1871年，随着普鲁士统一德国，波美拉尼亚全境归于德意志帝国所有。普鲁士贵族在波美拉尼亚置业，而地方贵族则渐渐融入普鲁士社会。故此，原先属于文德族的贵族家庭，例如von Lettows、von Strelows、von Peglows、von Zitzewitzes和von Krockows，都与来自勃兰登堡德国贵族联姻，例如冯·布卢门塔尔——那拥有很多产业的家庭（在Quackenburg、Varzin、Dubberzin和  Schlönwitz等地）。19世纪末，波美拉尼亚已经完全德国化，并成为富人的退休胜地，例如购买Varzin的俾斯麦。

#### 德意志帝国的统治

普鲁士的波美拉尼亞省。

帝国统治期间，波美拉尼亚是以农业为主的省份。当地农业发达，导致劳工供应过剩，很多工人于是移民到西面的省份。只有斯德丁（现属波兰）成为工业发达的城市，并有超过二十万名居民。沿海的一些城镇成为旅游热点。而且，波美拉尼亚是帝国内保守政党的大本营。
波美拉尼亚东面的省份是西普鲁士（东波美拉尼亚）。当地德国人一般在市区聚居；波兰人则多数在郊区居住。德国政府尝试鼓励德国人在波兰人地区置业，但是他们并没有多大兴趣。那里的波兰人建立政经组织，更成功让一些波兰代表成为议会代表。
| 1890年普鲁士省份的人口 | 面积km² | 人口      | 外国人 |
| 西普鲁士               | 25,483  | 1,433,681 | 1,976  |
| 波美拉尼亚             | 30,121  | 1,520,889 | 1,405  |
| 总数                   | 55,604  | 2,954,570 | 3,381  |

### 两战之间
一战后，根据凡尔赛条约，波兰和德国瓜分波美拉尼亚。德国将西普鲁士大部分割让予波兰，成为后者波美拉尼亚省的一部分，首府为托伦。但泽成为自由市，由国际联盟管辖。德国余下的西普鲁士分别并入东普鲁士和波森-西普鲁士省（Grenzmark Posen-Westpreussen）。波美拉尼亚省仍为德国所有。卡舒比人居住的地区被波兰、但泽和德国分隔。（详见波兰走廊）
1938至39年，德国和波兰下辖的波美拉尼亚省都扩大。波森-西普鲁士省和勃兰登堡两个县并入德属波美拉尼亚；马佐维亚（波兰语译作马佐夫舍）和大波兰数个县加入波属波美拉尼亚，其首府由托伦迁到比得哥什。

### 二次大战及以后
1939年，纳粹德国声称拥有但泽主权，又以德国与东普鲁士被波兰走廊分隔为由，指出要解决交通问题，因而引发与波兰争议。德国在9月1日以这些问题为借口入侵波兰，激起第二次世界大战。
纳粹党在德国当政时，波美拉尼亚是支持反抗纳粹势力的基地；著名德国神学家迪特里希·潘霍华于1938年在許勒維茲（Schlönwitz）经营被定为非法的神学院。德国战败后，割让波美拉尼亚东部大片土地予波兰，补偿其因苏联占领其土地而受的损失；其后，大部分德裔居民被苏联军队驱逐，有些人逃至西欧及美洲等地，Christian von Krockow的著作The Hour of the Women提及过驱逐之事。自1945年起，奧得河以东的波美拉尼亚（附加什切青及邻近地区）归属波兰，其余地区归属东德。1990年两德统一后，原属东德的波美拉尼亚地区领土被并入德国梅克伦堡-前波美拉尼亚州。

### 英语著作
- Byrnes, James F., Speaking Frankly, New York, 1947.
- Keesing's Research Report, Germany and Eastern Europe since 1945, New York, 1973, Library of Congress Catalog Card Number 72-7729. ISBN 684-13190-0
- de Zayas, Alfred M, Nemesis at Potsdam, Routledge,（1st edition 1977）, Revised edition 1979, ISBN 0-7100-0458-3
- Boehlke, LeRoy, Pomerania - Its People and Its History, Pommerscher Verein Freistadt, Germantown, WI, U.S.A., 1983.
- von Krockow, Christian, Hour of the Women, UK edition 1992, Faber & Faber, ISBN 0-571-14320-2
- Herrick, Linda, & Wendy Uncapher, Pomerania - Atlantic Bridge to Germany, Origins, Janesville, WI, U.S.A., 2005.

### 波兰语著作
- Gerard Labuda（ed.）, Historia Pomorza, vol. I (to 1466), parts 1-2, Poznań 1969
- Gerard Labuda（ed.）, Historia Pomorza, vol. II（1466–1815）, parts 1-2, Poznań 1976
- Gerard Labuda（ed.）, Historia Pomorza, vol. III（1815–1850）, parts 1-3, Poznań
- Gerard Labuda（ed.）, Historia Pomorza, vol. IV（1850–1918）, part 1, Toruń 2003
- Marian Biskup（ed.）, Śląsk i Pomorze w historii stosunków polsko-niemieckich w średniowieczu. XII Konferencja Wspólnej Komisji Podręcznikowej PRL-RFN Historyków 5–10 VI 1979 Olsztyn, Instytut Zachdni, Poznań 1987
- Antoni Czubiński, Zbigniew Kulak（ed.）, Śląsk i Pomorze w stosunkach polsko-niemieckich od XVI do XVII w. XIV Konferencja Wspólnej Komisji Podręcznikowej PRL-RFN Historyków, 9–14 VI 1981 r. Zamość, Instytut Zachodni, Poznań 1987
- Szkice do dziejów Pomorza, vol. 1-3, Warszawa 1958-61
- B. Wachowiak, Rozwój gospodarczo-społeczny Pomorza Zachodniego od połowy XV do początku XVII wieku, Studia i Materiały do dziejów Wielkopolski i Pomorza, 1958, z. 1
- J. Wiśniewski, Początki układu kapitalistycznego na Pomorzu Zachodnim w XVIII wieku, Studia i Materiały do dziejów Wielkopolski i Pomorza, 1958, z. 1
- A. Wielopolski, Gospodarka Pomorza Zachodniego w latach 1800–1918, Szczecin 1959
- W. Odyniec, Dzieje Prus Królewskich（1454–1772）. Zarys monograficzny, Warszawa 1972
- Dzieje Pomorza Nadwiślańskiego od VII wieku do 1945 roku, Gdańsk 1978
- Zygmunt Boras, "Książęta Pomorza Zachodniego", Poznań 1969, 1978, 1996
- Zygmunt Boras, "Stosunki polsko-pomorskie w XVI w", Poznań 1965
- Zygmunt Boras, "Związki Śląska i Pomorza Zachdoniego z Polską w XVI wieku", Poznań 1981
- Kazimierz Kozłowski, Jerzy Podralski, "Poczet Książąt Pomorza Zachodniego", KAW, Szczecin 1985
- Lech Bądkowski, W. Samp. "Poczet książąt Pomorza Gdańskiego", Gdańsk 1974
- B. Śliwiński, "Poczet książąt gdańskich", Gdańsk 1997
- Wojciech Myślenicki, "Pomorscy sprzymierzenscy Jagiellończyków", Wydawnictwo Poznańskie, Poznań 1979
- Józef Spors, "Podziały administracyjne Pomorza Gdańskiego i Sławieńsko-Słupskiego od XII do początków XIV w", Słupsk 1983
- Kazimierz Ślaski, "Podziały terytorialne Pomorza w XII-XII w.", Poznań 1960
- Benon Miśkiewicz, "Z dziejów wojennych Pomorza Zachodniego. Cedynia 972-Siekierki 1945", Wydawnictwo Poznańskie, Poznań 1972

### 德语著作
- M. Wehrmann, Geschichte von Pommern, vol. 1-2, Gotha 1919-21
- M. Spahn, Verfassungs- und Wirtshaftsgeschichte des Herzogtums Pommern von 1476 bis 1625, Leipzig 1896
- B. Schumacher, Geschichte Ost- und Westpreussens, Wurzburg 1959

### 网络目录
- Open Directory Project - Western Pomerania - internet directory （页面存档备份，存于）
- Open Directory Project - Kashubian Pomerania - internet directory （页面存档备份，存于）
- Open Directory Project - Kuyavia and Pomerania - internet directory （页面存档备份，存于）
- Open Directory Project - Mecklenburg-Western Pomerania - internet directory （页面存档备份，存于）

### 文化与历史
- Pomeranian Dukes Castle in Szczecin（波兰语、德语、英语） （页面存档备份，存于）